# Bajsmannen
Bajsmannen är en vandringssägen som florerat sedan 1980-talet. Den handlar om en man som påstås förekomma på musikfestivaler, företrädesvis Hultsfredsfestivalen, där han sägs välta bajamajor (eller dyka upp  i avträdet) när folk besöker dem, eller smeta avföring på festivalbesökare. Det sägs också att han brukar smeta avföring i folks tält och på cyklar. Bland annat polisen i Kalmar och etnologen Jonas Bjälesjö har uppgivit att det under Hultsfredsfestivalen förekom en person som gjorde åtminstone något av det som beskrivs i sägnen. I augusti 2021 dömdes en man som påståtts vara den "berömda bajsmannen", för skadegörelse genom att ha smetat avföring i en hytt och i korridoren på en Tysklandsfärja.